# Меграшат
Меграшат (на арменски: Մեղրաշատ) е село и община в Армения, област Ширак. Според Националната статистическа служба на Армения през 2012 г. има 532 жители.

## Демография
Броят на населението в годините 1886–2004 е както следва: